# Морешка

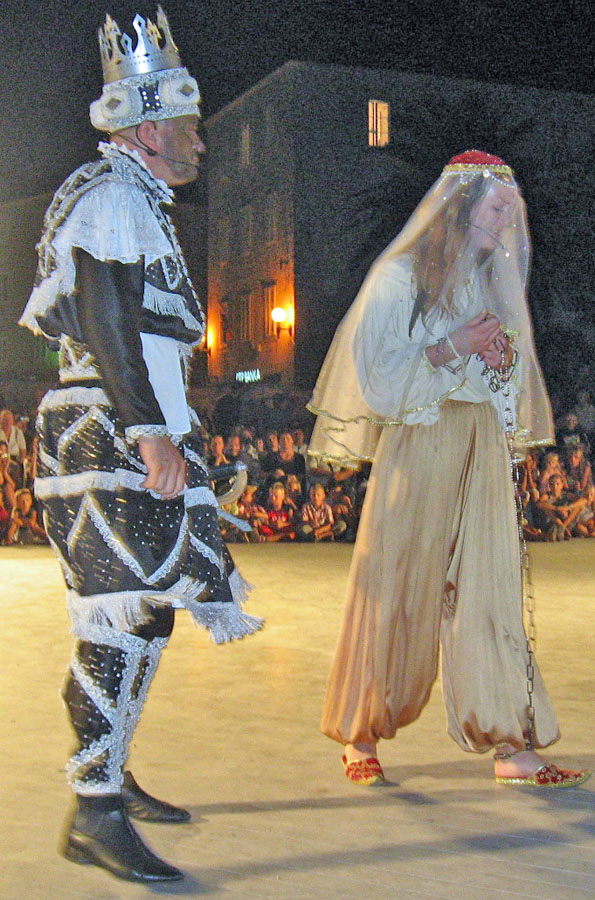
Моро та Була танцюють Морешку, в день святого Тодора в Корчулі

Морешка — традиційний танець з шаблями у місті Корчула, на хорватському острові з однойменною назвою в Адріатиці. Морешка — це складна постановка, в якій дві групи танцюристів беруть участь у фіктивній битві за долю завуальованої молодої жінки. В сучасний час морешка виконується щотижня для відвідувачів. Спочатку двома сторонами боротьби з танцюристами були маври та християни, як данина іспанській битви Реконкісти в середні віки.

## Історія
Танець морешка в Корчулі сформувався у середині 17 століття Коріння його сягає у Середньовіччя. В Іспанії, особливо в У Каталонії існував традиційний танець під назвою «Ла Моріска де Геррі де ла Саль». Є численні європейські фестивалі та конкурси. До 16-го століття тема завоювання з фіктивними битвами була введена в Америку та інші території, які перебували під культурним впливом Іспанії. Версія, яку танцюють у Корчулі єдина наразі, яка використовує два мечі, які тримає кожен солдат (Морешканті) у складних фіктивних боях.

## Вистави
Спочатку Морешка виконувалась лише в особливих випадках, раз на кілька років, особливо у свято «Святого Тодора» (святого Феодора, покровителя Корчули) у липні, в пишній презентації, і могла тривати до двох годин. У наш час існують скорочені вистави по 20–30 хвилин, які відбуваються щотижня влітку для відвідуючих туристів. Виконавці повинні бути вихідцями з Корчули, і місцеві сім'ї пишаються своєю участю.

## Первинні персонажі
- Була: Полонена дівчина[7]
- Моро: Чорний король

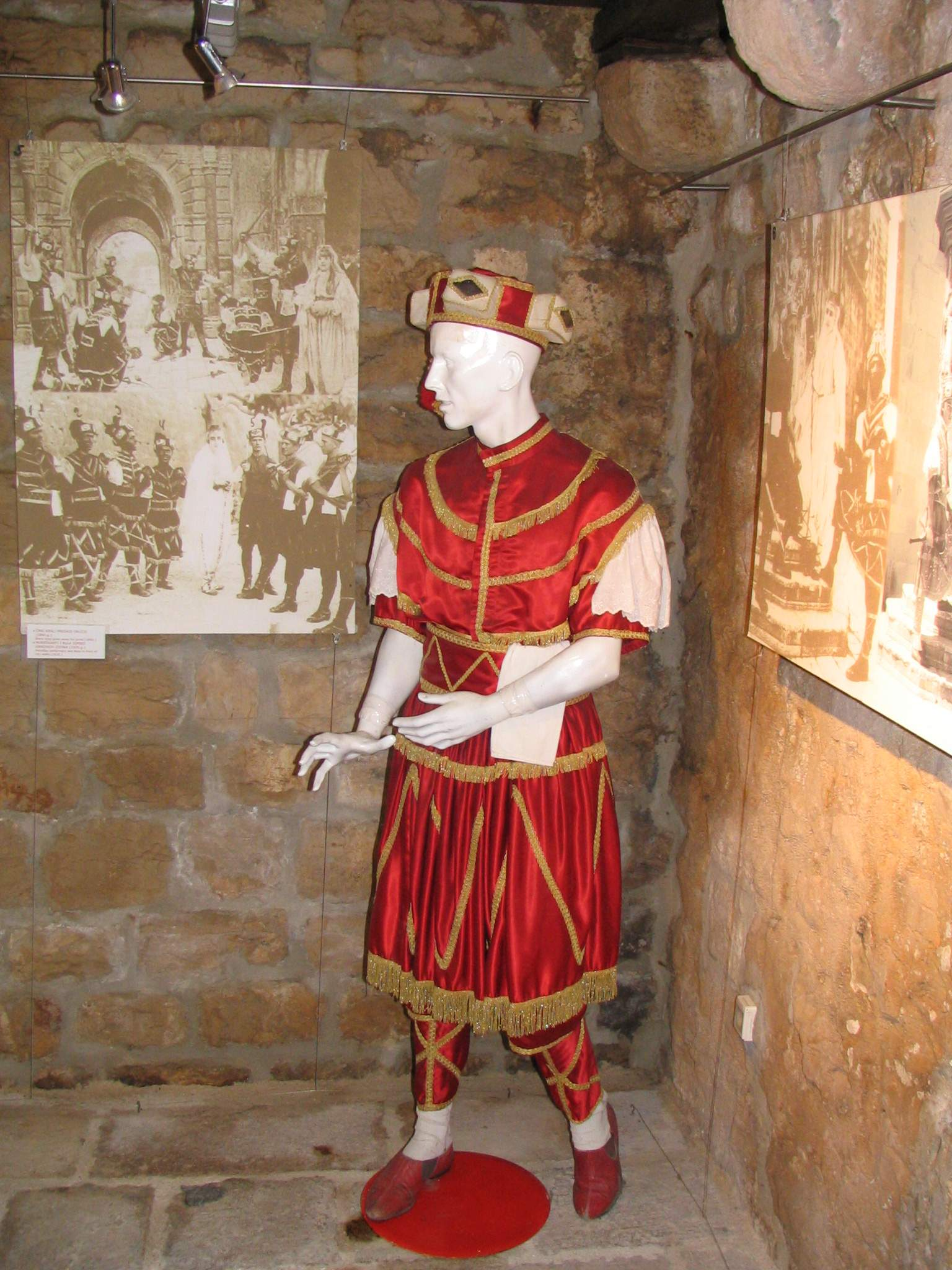
Чоловік, одягнений «білим» королем, що представляє сторону хорватів

- Осман: Білий Король (хто носить червоне)
- Отманович: Батько Чорного короля

## Сюжет
Чорний Король входить, тягнучи в полон захоплену діву Булу. Він намагається переконати її відповісти на його почуття, але вона відповідає, що закохана в Білого Короля. Два королі та їх армії зійшлися в бою. Поєднуюються соло та різні ритми в семи різних танцях. Чорні солдати врешті-решт оточені і розбиті, а Білий Король рятує Булу.

## Товариства танцю шаблі
Є два товариства, які виконують Морешку в місті Корчула, та інші товариства на острові, які виконують інший варіант танцю мечів, відомий як Кумпанія . Існують групи Кумпанії, які виступають як у день свята села, так і в інші святкові дати протягом літнього туристичного сезону:
- Вела Лука, виконана 19 березня, св. Йосифа
- Блато, що відбувся 28 квітня, в день святої Вінченки, та протягом літніх місяців
- Чара, виступає кілька разів на рік, включаючи 29 червня, День Святого Петра
- Пупнат, 5 серпня, на свято Богоматері Снігової
- Смоквиця, виконана 14 серпня, на свято Успіння
- Жрново, 16 серпня, на День святого Роха